# Abdoulaye Sadji
Abdoulaye Sadji (* 1910 in Rufisque; † 25. Dezember 1961 ebenda) war ein senegalesischer Dichter französischer Sprache.

## Leben und Werk
Abdoulaye Sadji wurde 1929 einer der ersten einheimischen Schullehrer des Senegal und stieg 1959 zum Schulinspektor auf. Nach dem Zweiten Weltkrieg gehörte er zu den Pionieren der Négritude. Er starb 1961 im Alter von 51 Jahren. Literarisch trat er vor allem mit den beiden Romanen Maïmouna (1953) und Nini (1954) hervor, pessimistischen Satiren auf die senegalesische Gesellschaft, in deren Mittelpunkt jeweils Frauen stehen.
In Rufisque trägt ein Gymnasium seinen Namen.

## Werke (Auswahl)
- Ce que dit la musique africaine. 1936. Présence africaine, Paris 1985.
- Tounka, une légende de la mer. A. Diop, Dakar 1952. Présence africaine, Paris 1965.
- (mit Léopold Sédar Senghor) La belle histoire de Leuk-le-Lièvre. Cours élémentaire des écoles d'Afrique noire. Hachette, Paris 1953.
- Maïmouna, roman. 1953. Présence africaine, Paris 1958.
- Nini, mulâtresse du Sénégal. 1954. Présence africaine, Paris 1965.
- Modu Fatim, roman. A. Diop, Dakar 1960.
- Education africaine et civilisation. Société africaine d’éditions et de publications, Dakar 1964.